# نبو-شوم-اوکین دوم
نبو-شوم-اوکین دوم (Nabû-šuma-ukîn II)، پادشاه بابل که در سال ۷۳۲ پیش از میلاد به جای نادین‌زری به حکومت رسید و به مدت یک ماه و دو روز پادشاهی کرد. او آخرین پادشاه سلاله نهم بابل و یک حکمران جزء مخالف و ناراضی بود که علیه نبونادین‌زری قیام کرد و قدرت را به دست گرفت. 

## دوران حاکمیت
حکومت وی به حدی زودگذر و نا پایا بوده است که برخی از منابع حتی نامی از وی نمی‌برند. پادشاه آشوری معاصر با وی، تیگلات‌پیلسر سوم بود که در این زمان توجه‌اش معطوف به نبرد در سوریه بوده است. نبو شوم‌اوکین به دست یک رهبر کلدی به نام موکین‌زری از سلطنت خلع شد. در طی چند هفته این روی و روال به وجود آمد که فرمانروایان سنتی بابل به سرعت جایشان با یک حکمران کلدی عوض شود، به گونه ای که مردوک زاکیر‌شومی‌دوم با مردوک اپل‌ایدین‌دوم در سال ۷۰۳ پ. م. و نرگال‌اوشزیب با موشزیب‌مردوک در سال ۶۹۲ پ.م. جایگزین شدند. پس از نبو شوم‌اوکین‌دوم، نبو‌ موکین‌زری به پادشاهی رسید.